# 後厝仔角
後厝仔角，又稱學甲錦繡角，是臺灣臺南市學甲區的一個傳統地域名稱，其為舊時學甲十三庄學甲中社庄的角頭聚落之一，是學甲慈濟宮八個選舉區中的中角區，當地本與中社、溪仔墘、三角仔等部落組成學甲鎮西明里，民國95年（2006年）2月1日臺南市進行各個行政區域調整，將西明里及宜民里合併為明宜里。

## 位置
後厝仔角位於學甲區的北邊，東至南市道171號以西，南邊則到天水路兩側，西邊到三民路，北邊為民生路。

## 聚落脈絡
早期的學甲庄為倒風內海南畔之地，其開發在約17世紀後半葉明鄭前後時期，而學甲社為西拉雅平埔族的舊地，也就是說學甲是出自本地平埔族的一小社名稱，也因此在學甲所在的市區之中，至今仍還是會保存著後社、學甲中社或者學甲下社仔等的族群性的社名。
此外，鄭成功部隊的運糧官陳一桂進入學甲時，於中洲庄南邊頭前寮（即謝厝寮）的將軍溪畔登陸，其後並向四面作放射狀的拓墾，其中陳、謝兩姓多居中社、縣內仔，李姓多居學甲下社仔以及七塊厝等地，後厝仔庄則是由莊姓所分居，再後，方逐漸形成學甲十三庄，就是以學甲慈濟宮為中心而向四周拓建的13個庄頭。 
後厝仔角因是一個單姓（莊姓）聚落，也由於「錦繡」為莊姓堂號之一，因此後厝仔角又稱為「錦繡角」。清康熙22年（1683年）由同安縣金門螺嶼鄉（今烈嶼鄉）莊朴直，攜子莊盛德由洲仔尾遷墾之地，因此後代子孫尊莊朴直為開臺祖。

## 交通
市道171號與市道174號兩道路在聚落邊。南171由新生路起沿著聚落邊向東南而行，且在天水路交叉後，轉為偏西南向南下進入學甲鬧區。174道路8K+500M即是學甲市區，範圍大抵西起信義路，東至中華路（東外環），北起三連路，南至寶發路（南外環），面積約4平方公里，傳統角頭各據一方，若以學甲慈濟宮為中心，可細分為：中央、西邊、南邊、東邊、北邊等五個生活區塊，錦繡角則是屬北邊區塊。

## 宗教

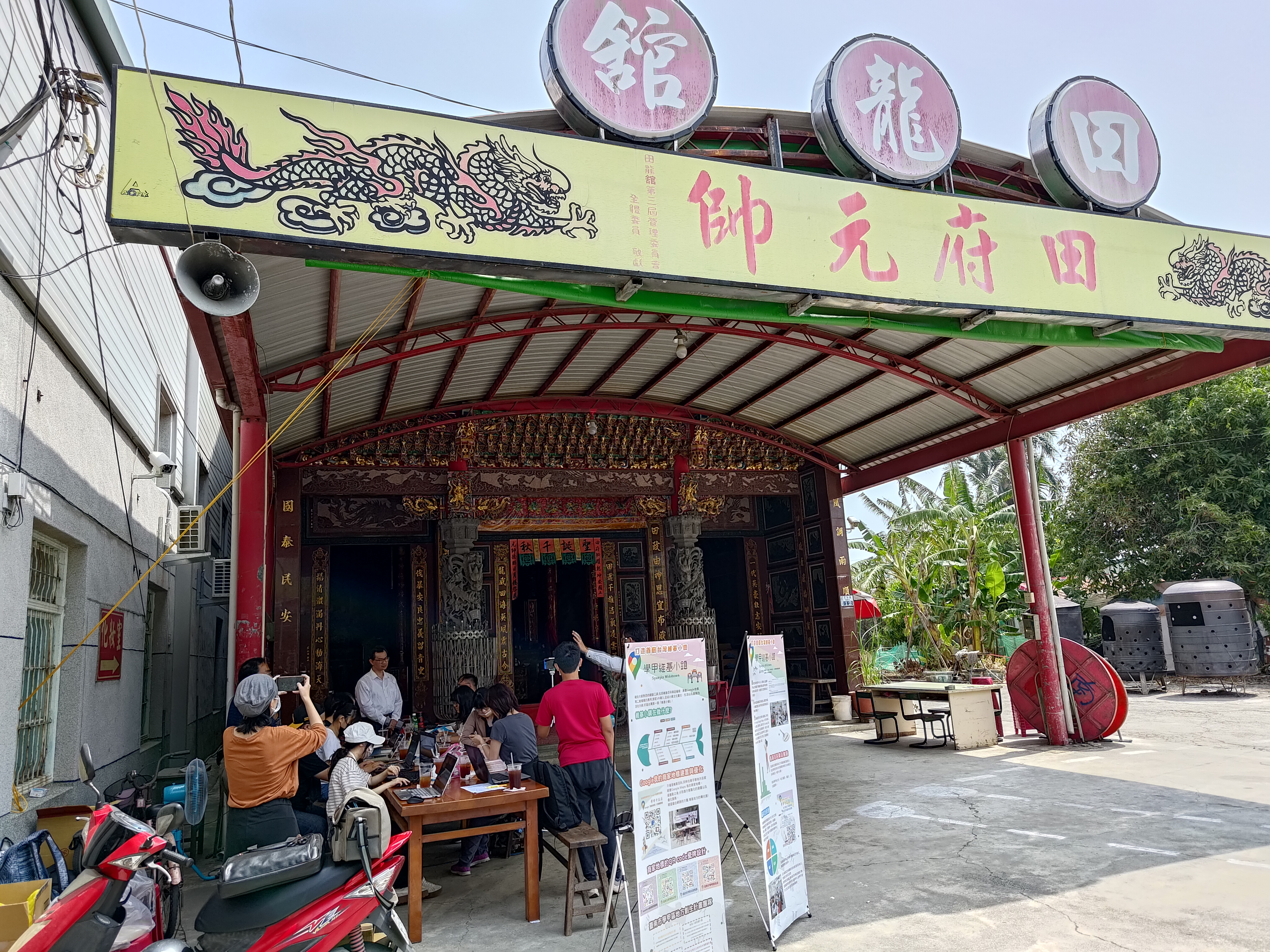
錦繡角聚落角頭廟-田龍館

位於天水路上的錦繡角田龍館是一個宋江陣会馆，同時也是聚落的角頭廟，主祀為田府元帥，另田龍館的田府元帥並非一般所指的雷海青，而是三十六天罡中的天罡星玉麒麟盧諱義。 此外，田龍館宋江陣成立於清咸丰3年（1853年）。之所以成立宋江陣，乃因當時土番匪徒猖狂，彼時宗族長莊蝎公有鑑於此情形，便向居民倡導以鍛鍊族人們健壯的體魄，並進而抵制盜匪且得以保鄉衛國，從此籌設武館又聘請唐山師傅前來傳授武術，此陣頭編制為26人，門派脈絡則屬於黃腳巾系統。

## 重要建物單位

### 莊氏宗祠錦繡堂
清康熙22年（1683）莊朴直攜子莊盛德遷墾此地後，2世後代莊盛德迎娶洲仔尾歐氏為妻，同時也奉祀其岳父母及外家的祖先祿位，當時稱之為間仔祖，其後後生有6子分別是：莊支益、莊支全、莊支喜、莊支歡、莊支拾以及莊支合等，也就是族人所說的六房頭，於日大正5年（1916年）即創建莊氏宗祠錦繡堂，惟1969年因修建道路之故遷至臺南市學甲區學甲國民小學東南邊重建，今日所見的錦繡堂風貌為1970年所重建，而每年冬至前的週日皆會舉行祭祖儀式，並待儀式典禮結束後族人亦會辦理聚餐以聯繫族人間的情感，一般宴席都會開30餘桌之多。

### 天仁工商
一般簡稱為「天仁」，174線上首間建立的高職學校，學校位於學甲市區的北邊，為企業家龔聯禎於1958年所捐資創立，初始稱為「私立天仁高級商工職業學校」，當時的董事會公推吳三連為第一屆董事長，同時聘請吳石山為首任校长，學校創立之初設有商業科（綜合商業科）及機械科，1962年時將「商工」更名為為「工商」，之後後又增設汽車修護科、機械製圖科、電工科等專業班級，到了2014年時再度重整為觀光、汽修、資訊和時尚等4科班級，當時日夜間部學生總數達500多人。
嗣後受少子化之影響，於2015年經由董事會決議後決定停招，然在停招之後，校方將原有校地捐贈予臺南市政府。2021年經臺南市政府向中華民國文化部爭取獲同意，規劃在2024年整建轉型改為「臺南市傳統藝術傳習保存中心」，市府文化局規劃於校地設置傳統藝術中心。建成後，中心會先開辦一些課程供民眾學習，另外體育局也將於校區內市有土地興建一座多功能體育場。

## 聞人

### 龔聯禎
為學甲新頭港仔人，臺南商界聞人，戰後（1945年）先是成立農產物加工廠生產飼料，之後又改建新生製麻廠生產麻製布袋，1958年於學甲創立臺南市私立天仁高級工商職業學校，1959年於臺南創設天仁兒童樂園，並於1979年再成立天仁防癌基金會等等。  

### 莊芳榮
臺大圖資系第五屆校友，大二時即通過普考，當完兵後又考上高考，七十五年（1986年）再考上甲等特考。服完兵役的第一份工作是到經濟部國際貿易署金屬工業研究所服務，前後擔任行政院研考會科長、文建會參事、臺北市政府民政局局長、國立傳統藝術中心籌備處主任、國家圖書館館長以及國立臺灣藝術大學副校長。  

## 圖集

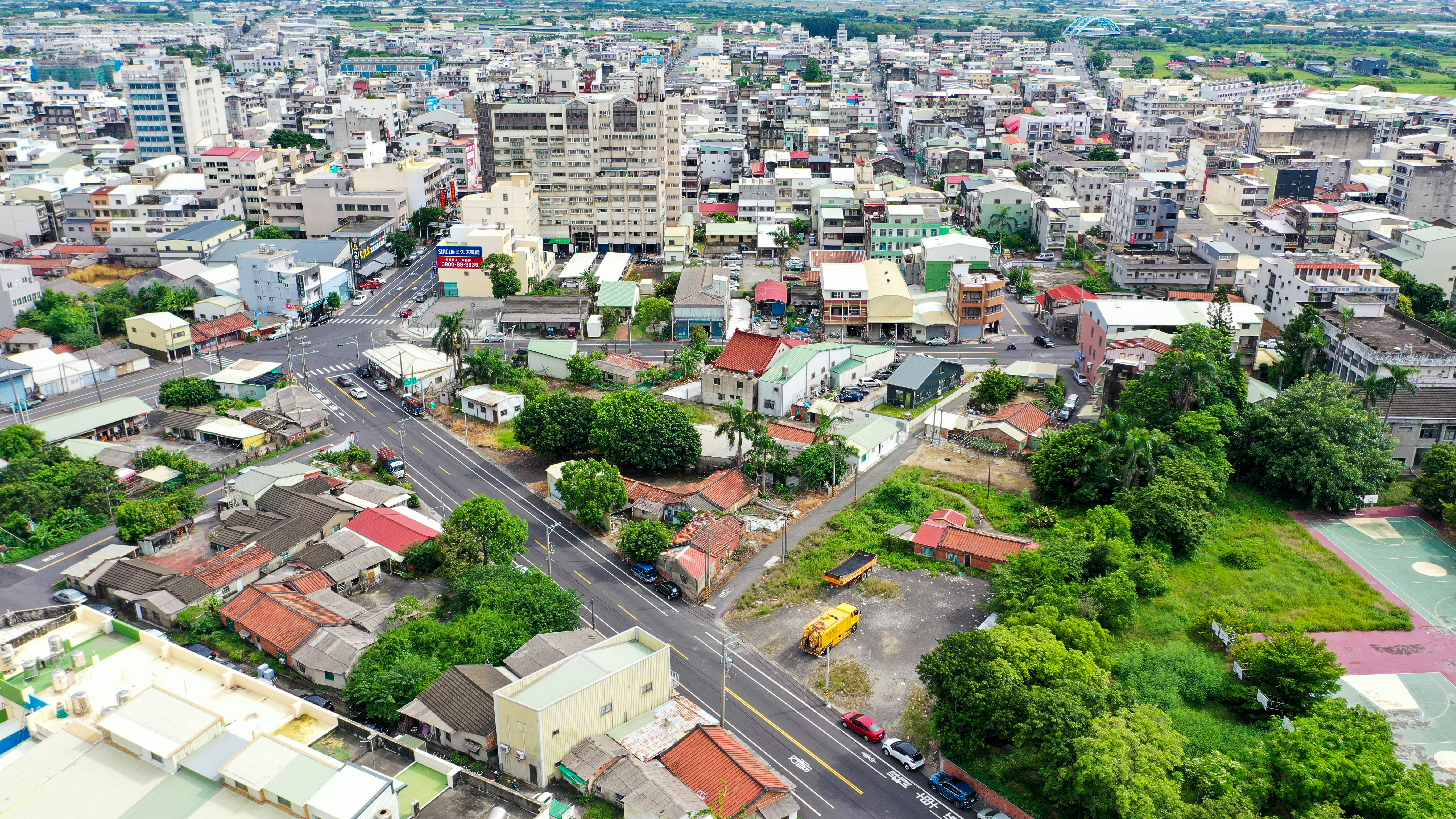
後厝仔角 (學甲-錦繡角)-空照
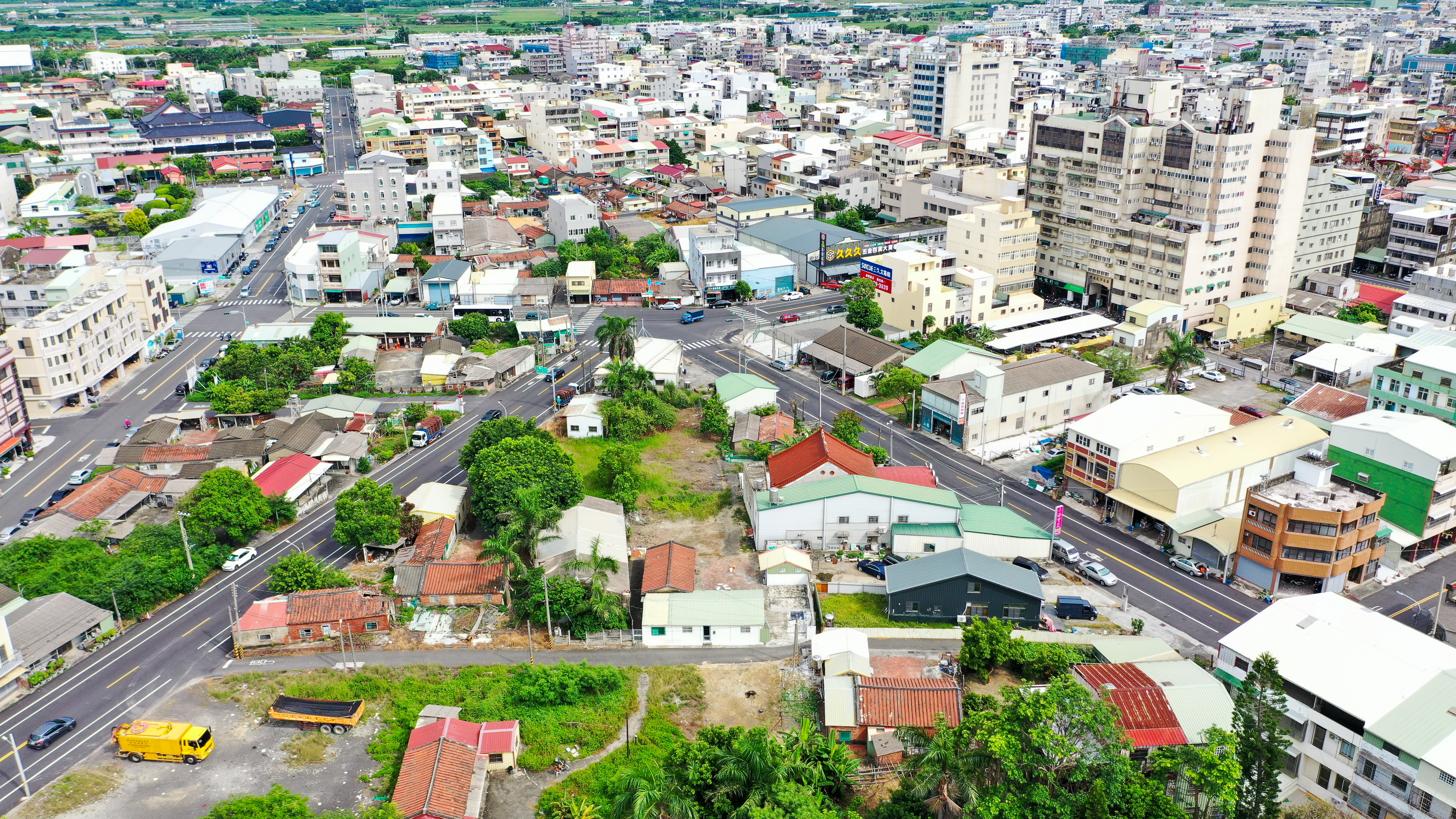
後厝仔角 (學甲-錦繡角)-屋舍空照
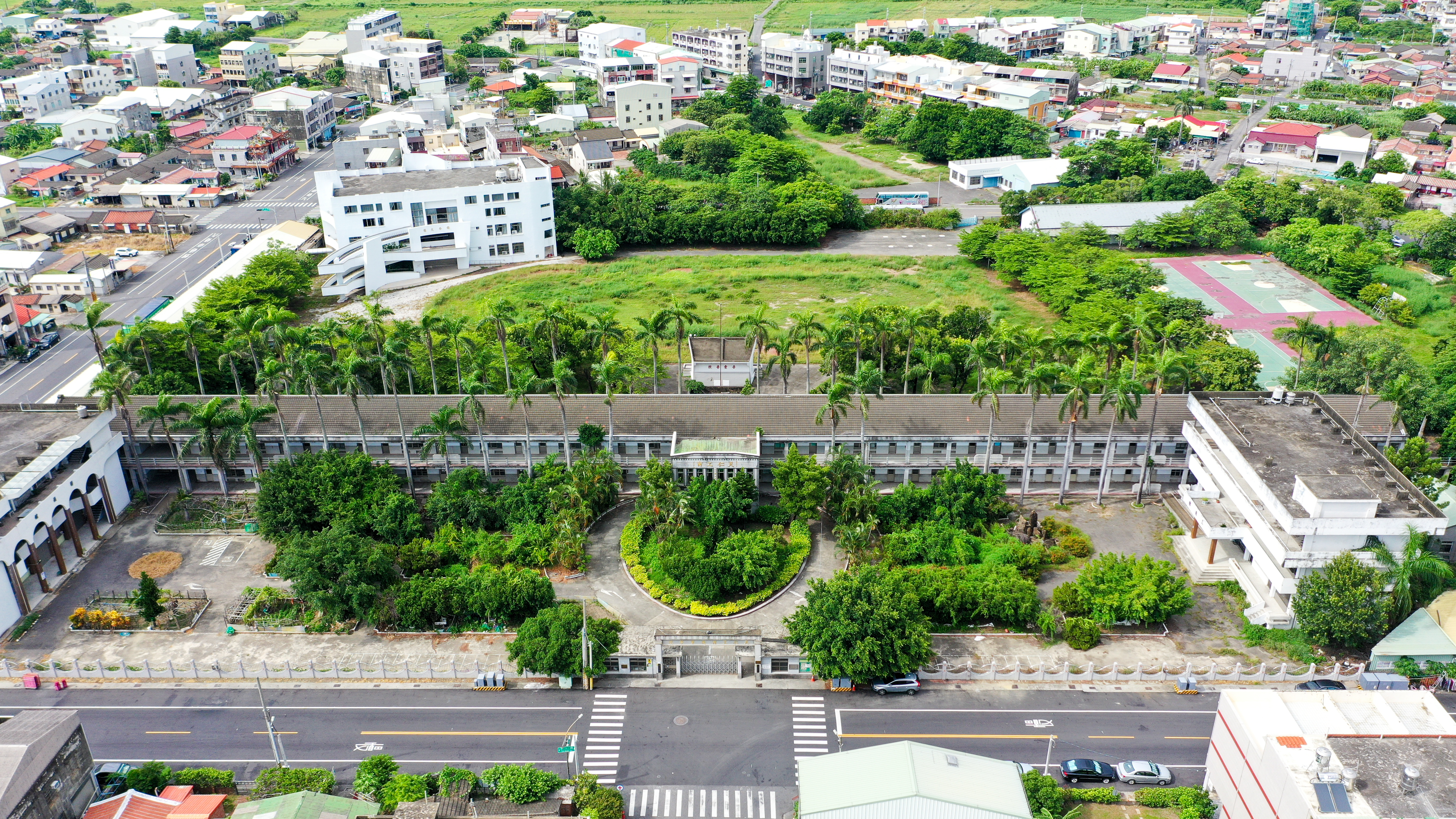
後厝仔角 (學甲-錦繡角)-天仁工商
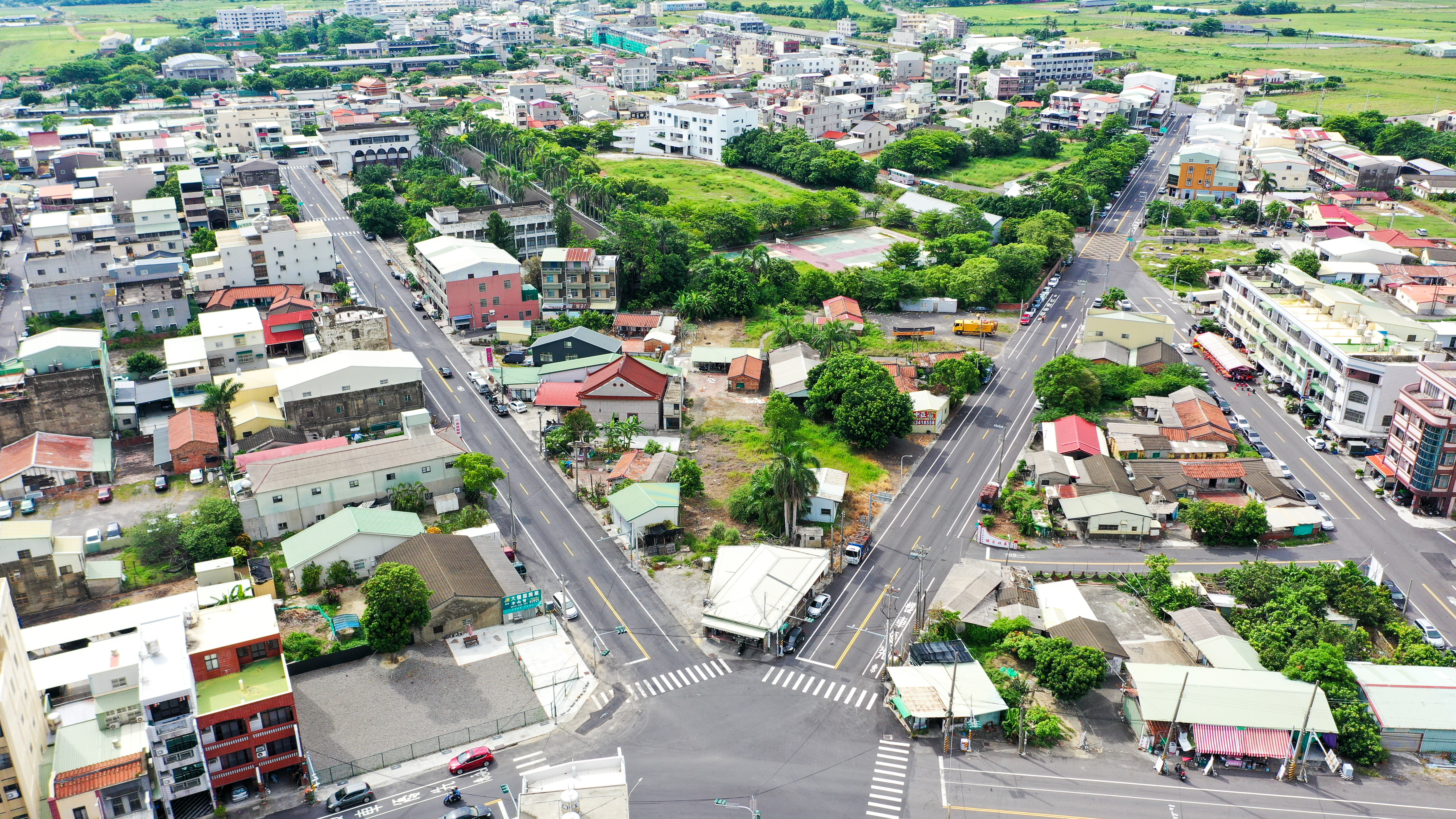
後厝仔角 (學甲-錦繡角)-主要道路